# 아크 (음악 그룹)
아크(ARrC, Always Remember the real Connection의 약자)는 미스틱스토리가 결성하고 관리하는 대한민국의 보이 밴드이다. 이 그룹은 7명의 멤버로 구성되어 있습니다: 현민, 끼엔, 최한, 앤디, 리오토, 도하, 지빈. 전 멤버 지우는 2025년 1월에 그룹을 떠났다. 2024년 8월 19일에 확장 플레이(EP) Ar^c로 데뷔했다.

## 이름
그룹 이름인 ARrC는 Always Remember the real Connection의 약자이다. 그것은 "서로에 대한 진정한 연결"이 시간, 공간, 대인 관계의 차이를 초월하는 귀중한 원칙이라는 믿음을 구현한다. 이들은 또한 전 세계 많은 사람들에게 긍정적인 영향을 미칠 수 있는 음악가로 발전하면서 이 "연결성"을 결코 잊지 않을 것을 다짐한다.

## 구성원

### 현재
- 현민
- 끼엔
- 최한
- 앤디
- 리오토
- 도하
- 지빈

### 과거
- 지우